# Listă de aeroporturi după codul ICAO: V
Mai jos este lista de aeroporturi al căror cod ICAO începe cu litera V.
Această listă este generată cu date din Wikidata și este actualizată periodic de un robot.
 Editările făcute în listă vor fi șterse la următoarea actualizare!
| Imagine | Cod ICAO  | Articol                                             |
| ------- | --------- | --------------------------------------------------- |
|         | VNLK      | Aeroportul Tenzing–Hillary                          |
|         | VTBO      | Aeroportul Trat                                     |
|         | VDRK      | Aeroportul Ratanakiri                               |
|         | VAPO      | Aeroportul Pune                                     |
|         | VNMG      | Aeroportul Meghauli                                 |
|         | VNMN      | Aeroportul Mahendranagar                            |
|         | VNNG      | Aeroportul Nepalgunj                                |
|         | VOMY      | Aeroportul Mysore                                   |
|         | VEMR      | Aeroportul Dimapur                                  |
|         | VLLN      | Aeroportul Louangnamtha                             |
|         | VYMY      | Aeroportul Monywar                                  |
|         | VIBY      | Aeroportul Bareilly                                 |
|         | VIST      | Aeroportul Satna                                    |
|         | VNDT      | Aeroportul Silgadi Doti                             |
|         | VNST      | Aeroportul Simikot                                  |
|         | VOBR      | Aeroportul Bidar                                    |
|         | VOMD      | Aeroportul Internațional Madurai                    |
|         | VRMG      | Aeroportul Internațional Gan                        |
|         | VTCH      | Aeroportul Mae Hong Son                             |
|         | VTPB      | Aeroportul Phetchabun                               |
|         | VTPO      | Aeroportul Sukhothai                                |
|         | VYMM      | Aeroportul Mawlamyaing                              |
|         | VYMN      | Aeroportul Manaung                                  |
|         | VYPK      | Aeroportul Pauk                                     |
|         | VYPP      | Aeroportul Hpapun                                   |
|         | VLLB      | Aeroportul Internațional Luang Prabang              |
|         | VOMM      | Aeroportul Internațional Chennai                    |
|         | VVBM      | Aeroportul Buon Ma Thuot                            |
|         | VISM      | Aeroportul Shimla                                   |
|         | VOTV      | Aeroportul Internațional Trivandrum                 |
|         | VEAB      | Aeroportul Allahabad                                |
|         | VTBD      | Aeroportul Internațional Don Mueang                 |
|         | VTCP      | Aeroportul Phrae                                    |
|         | VTPU      | Aeroportul Uttaradit                                |
|         | VTST      | Aeroportul Trang                                    |
|         | VYBP      | Aeroportul Bokpyin                                  |
|         | VYPT      | Aeroportul Putao                                    |
|         | VDKK      | Aeroportul Koh Kong                                 |
|         | VDMK      | Aeroportul Mondulkiri                               |
|         | VDSY      | Aeroportul Krakor                                   |
|         | VLSN      | Aeroportul Sam Neua                                 |
|         | VLSV      | Aeroportul Saravane                                 |
|         | VNBL      | Aeroportul Baglung                                  |
|         | VNGK      | Aeroportul Gorkha                                   |
|         | VYKU      | Aeroportul Kyauktu                                  |
|         | VYNU      | Aeroportul Namtu                                    |
|         | VYPA      | Aeroportul Hpa-An                                   |
|         | VYYE      | Aeroportul Ye                                       |
|         | VILH      | Aeroportul Kushok Bakula Rimpochee                  |
|         | VYLK      | Aeroportul Loikaw                                   |
|         | VYGW      | Aeroportul Gwa                                      |
|         | VYKT      | Aeroportul Kawthaung                                |
|         | VGSH      | Aeroportul Shamshernagar                            |
|         | VALT      | Aeroportul Latur                                    |
|         | VDPP      | Aeroportul Internațional Phnom Penh                 |
|         | VDSR      | Aeroportul Internațional Siem Reap                  |
|         | VTUW      | Aeroportul Nakhon Phanom                            |
|         | VYBG      | Aeroportul Nyaung U                                 |
|         | VLBK      | Aeroportul Internațional Bokeo                      |
|         | VRMK      | Aeroportul Kadhdhoo                                 |
|         | VYPN      | Aeroportul Pathein                                  |
|         | VYPU      | Aeroportul Pakokku                                  |
|         | VAND      | Aeroportul Shri Guru Gobind Singh Ji                |
|         | VNBP      | Aeroportul Bharatpur                                |
|         | VYTD      | Aeroportul Thandwe                                  |
|         | VTCL      | Aeroportul Lampang                                  |
|         | VVVD      | Aeroportul Van Don                                  |
|         | VLSK      | Aeroportul Savannakhet                              |
|         | VIDP      | Aeroportul Internațional Indira Gandhi              |
|         | VMMC      | Aeroportul Internațional Macau                      |
|         | VVRG      | Aeroportul Rach Gia                                 |
|         | VTCC      | Aeroportul Internațional Chiang Mai                 |
|         | VYMD      | Aeroportul Internațional Mandalay                   |
|         | VTCI      | Aeroportul Pai                                      |
|         | VIHR      | Aeroportul Hisar                                    |
|         | VRMH VRHU | Aeroportul Hanimaadhoo                              |
|         | VTCT      | Aeroportul Internațional Mae Fah Luang – Chiang Rai |
|         | VOTR      | Aeroportul Tiruchirapalli                           |
|         | VTSB      | Aeroportul Surat Thani                              |
|         | VNDH      | Aeroportul Dhangadhi                                |
|         | VARK      | Aeroportul Rajkot                                   |
|         | VOTP      | Aeroportul Tirupati                                 |
|         | VYKL      | Aeroportul Kalaymyo                                 |
|         | VYDW      | Aeroportul Dawei                                    |
|         | VYLS      | Aeroportul Lashio                                   |
|         | VTSS      | Aeroportul Internațional Hat Yai                    |
|         | VEJP      | Aeroportul Jeypore                                  |
|         | VGCM      | Aeroportul Comilla                                  |
|         | VTBK      | Aeroportul Kamphaeng Saen                           |
|         | VE89      | Aeroportul Darbhanga                                |
|         | VRQM      | Aeroportul Maavaarulaa                              |
|         | VTBU      | Aeroportul Internațional U-Tapao                    |
|         | VTSF      | Aeroportul Nakhon Si Thammarat                      |
|         | VYAN      | Aeroportul Ann                                      |
|         | VCCC      | Aeroportul Ratmalana                                |
|         | VNJP      | Aeroportul Janakpur                                 |
|         | VYBM      | Aeroportul Bhamo                                    |
|         | VYMK      | Aeroportul Myitkyina                                |
|         | VYYY      | Aeroportul Internațional Yangon                     |
|         | VIJU      | Aeroportul Jammu                                    |
|         | VLHS      | Aeroportul Ban Huoeisay                             |
|         | VTUO      | Aeroportul Buriram                                  |
|         | VI64      | Aeroportul Rajouri                                  |
|         | VEAN      | Aeroportul Along                                    |
|         | VNJS      | Aeroportul Jomsom                                   |
|         | VOGO      | Aeroportul Dabolim                                  |
|         | VTPH      | Aeroportul Hua Hin                                  |
|         | VTUK      | Aeroportul Khon Kaen                                |
|         | VVCA      | Aeroportul Internațional Chu Lai                    |
|         | VVPQ      | Aeroportul Phu Quoc                                 |
|         | VVPQ      | Aeroportul Internațional Phu Quoc                   |
|         | VVCI      | Aeroportul Internațional Cat Bi                     |
|         | VLPS      | Aeroportul Internațional Pakse                      |
|         | VNPK      | Aeroportul Pokhara                                  |
|         | VTCN      | Aeroportul Nan Nakhon                               |
|         | VTPM      | Aeroportul Mae Sot                                  |
|         | VTSC      | Aeroportul Narathiwat                               |
|         | VTUQ      | Aeroportul Nakhon Ratchasima                        |
|         | VTPP      | Aeroportul Phitsanulok                              |
|         | VRNT      | Aeroportul Thimarafushi                             |
|         | VEDG      | Aeroportul Kazi Nazrul Islam                        |
|         | VYPY      | Aeroportul Pyay                                     |
|         | VAOZ      | Aeroportul Ozar                                     |
|         | VIBR      | Aeroportul Bhuntar                                  |
|         | VYCZ      | Aeroportul Mandalay Chanmyathazi                    |
|         | VERU      | Aeroportul Rupsi                                    |
|         | VNRB      | Aeroportul Rajbiraj                                 |
|         | VLVT      | Aeroportul Internațional Wattay                     |
|         | VGHS      | Aeroportul Internațional Shahjalal                  |
|         | VVCM      | Aeroportul Ca Mau                                   |
|         | VVDB      | Aeroportul Dien Bien Phu                            |
|         | VVDH      | Aeroportul Dong Hoi                                 |
|         | VVDL      | Aeroportul Lien Khuong                              |
|         | VVDN      | Aeroportul Internațional Da Nang                    |
|         | VICG      | Aeroportul Chandigarh                               |
|         | VIKG      | Aeroportul Kishangarh                               |
|         | VADN      | Aeroportul Daman                                    |
|         | VEDZ      | Aeroportul Daporijo                                 |
|         | VNCJ      | Aeroportul Rukumkot                                 |
|         | VIPK      | Aeroportul Pathankot                                |
|         | VTPI      | Aeroportul Takhli                                   |
|         | VTUJ      | Aeroportul Surin Pakdi                              |
|         | VYMT      | Aeroportul Mong Tong                                |
|         | VERC      | Aeroportul Birsa Munda                              |
|         | VQTY      | Aeroportul Yongphulla                               |
|         | VTPT      | Aeroportul Tak                                      |
|         | VTSH      | Aeroportul Songkhla                                 |
|         | VTUI      | Aeroportul Sakon Nakhon                             |
|         | VTUU      | Aeroportul Ubon Ratchathani                         |
|         | VTUV      | Aeroportul Roi Et                                   |
|         | VA1P VADU | Aeroportul Diu                                      |
|         | VAID      | Aeroportul Devi Ahilyabai Holkar                    |
|         | VANP      | Aeroportul Internațional Dr. Babasaheb Ambedkar     |
|         | VECO      | Aeroportul Cooch Behar                              |
|         | VEMN      | Aeroportul Dibrugarh                                |
|         | VGCB      | Aeroportul Cox's Bazar                              |
|         | VNDP      | Aeroportul Dolpa                                    |
|         | VOBI      | Aeroportul Bellary                                  |
|         | VOBM      | Aeroportul Belgaum                                  |
|         | VOCP      | Aeroportul Kadapa                                   |
|         | VOHY      | Aeroportul Begumpet                                 |
|         | VYTL      | Aeroportul Tachilek                                 |
|         | VVPC      | Aeroportul Phu Cat                                  |
|         | VIDN      | Aeroportul Jolly Grant                              |
|         | VOPN      | Aeroportul Sri Sathya Sai                           |
|         | VTBS      | Aeroportul Suvarnabhumi                             |
|         | VETZ      | Aeroportul Tezpur                                   |
|         | VTUD      | Aeroportul Internațional Udon Thani                 |
|         | VYHH      | Aeroportul Heho                                     |
|         | VAJB      | Aeroportul Jabalpur                                 |
|         | VAJM      | Aeroportul Jamnagar                                 |
|         | VAKE      | Aeroportul Kandla                                   |
|         | VAKJ      | Aeroportul Khajuraho                                |
|         | VAKP      | Aeroportul Kolhapur                                 |
|         | VARP      | Aeroportul Swami Vivekananda                        |
|         | VCCS      | Aeroportul Sigiriya                                 |
|         | VOSR      | Aeroportul Sindhudurg                               |
|         | VABO      | Aeroportul Vadodara                                 |
|         | VEDB      | Aeroportul Dhanbad                                  |
|         | VVCT      | Aeroportul Can Tho                                  |
|         | VVPB      | Aeroportul Internațional Phu Bai                    |
|         | VIGR      | Aeroportul Gwalior                                  |
|         | VEJT      | Aeroportul Jorhat                                   |
|         | VGSY      | Aeroportul Internațional Osmani                     |
|         | VYMO      | Aeroportul Momeik                                   |
|         | VYNS      | Aeroportul Namsang                                  |
|         | VQGP      | Aeroportul Gelephu                                  |
|         | VNSB      | Aeroportul Syangboche                               |
|         | VNSR      | Aeroportul Sanfebagar                               |
|         | VNTJ      | Aeroportul Taplejung                                |
|         | VNTR      | Aeroportul Tumlingtar                               |
|         | VNSK      | Aeroportul Surkhet                                  |
|         | VNTP      | Aeroportul Tikapur                                  |
|         | VNVT      | Aeroportul Biratnagar                               |
|         | VYKG      | Aeroportul Kengtung                                 |
|         | VDKH      | Aeroportul Kampong Chhnang                          |
|         | VDSV      | Aeroportul Internațional Sihanoukville              |
|         | VNBJ      | Aeroportul Bhojpur                                  |
|         | VGRJ      | Aeroportul Shah Makhdum                             |
|         | VGSD      | Aeroportul Saidpur                                  |
|         | VVVH      | Aeroportul Vinh                                     |
|         | VHHH      | Aeroportul Internațional Hong Kong                  |
|         | VEPT      | Aeroportul Internațional Jayprakash Narayan         |
|         | VEHO      | Aeroportul Itanagar                                 |
|         | VGBR      | Aeroportul Barisal                                  |
|         | VEIM      | Aeroportul Internațional Bir Tikendrajit            |
|         | VISR      | Aeroportul Srinagar                                 |
|         | VOVZ      | Aeroportul Vishakhapatnam                           |
|         | VYSW      | Aeroportul Sittwe                                   |
|         | VGJR      | Aeroportul Jessore                                  |
|         | VAPR      | Aeroportul Porbandar                                |
|         | VCCW      | Aeroportul Weerawila                                |
|         | VEBI      | Aeroportul Shillong                                 |
|         | VORY      | Aeroportul Rajahmundry                              |
|         | VVPK      | Aeroportul Pleiku                                   |
|         | VIGG      | Aeroportul Gaggal                                   |
|         | VDBG      | Aeroportul Battambang                               |
|         | VNMA      | Aeroportul Manang                                   |
|         | VCCH      | Aeroportul Hingurakgoda Minneriya                   |
|         | VNPR      | Aeroportul Internațional Pokhara                    |
|         | VNBW      | Aeroportul Gautam Buddha                            |
|         | VEBD      | Aeroportul Bagdogra                                 |
|         | VEJR      | Aeroportul Jagdalpur                                |
|         | VIJR      | Aeroportul Jaisalmer                                |
|         | VILD      | Aeroportul Sahnewal                                 |
|         | VAGD      | Aeroportul Gondia                                   |
|         | VAAH      | Aeroportul Internațional Sardar Vallabhbhai Patel   |
|         | VVTS      | Aeroportul Internațional Tan Son Nhat               |
|         | VEAY      | Aeroportul Faizabad                                 |
|         | VTSP      | Aeroportul Internațional Phuket                     |
|         | VVVT      | Aeroportul Vung Tau                                 |
|         | VEMZ      | Aeroportul Muzzafarpur                              |
|         | VIDF      | Aeroportul Naini Saini                              |
|         | VYME      | Aeroportul Myeik                                    |
|         | VVNS      | Aeroportul Nà Sản                                   |
|         | VQBT      | Aeroportul Bathpalathang                            |
|         | VVTH      | Aeroportul Tuy Hoa                                  |
|         | VOHB      | Aeroportul Hubli                                    |
|         | VEGT      | Aeroportul Internațional Lokpriya Gopinath Bordoloi |
|         | VILK      | Aeroportul Chaudhary Charan Singh                   |
|         | VAKS      | Aeroportul Keshod                                   |
|         | VNKT      | Aeroportul Internațional Tribhuvan                  |
|         | VEAT      | Aeroportul Agartala                                 |
|         | VNSI      | Aeroportul Simara                                   |
|         | VEAH      | Aeroportul Azamgarh                                 |
|         | VEBG      | Aeroportul Balurghat                                |
|         | VEJH      | Aeroportul Jharsuguda                               |
|         | VIJO      | Aeroportul Jodhpur                                  |
|         | VAAU      | Aeroportul Chatrapati Sambhajinagar                 |
|         | VOML      | Aeroportul Mangaluru                                |
|         | VRMM      | Aeroportul Internațional Velana                     |
|         | VNBT      | Aeroportul Baitadi                                  |
|         | VNRC      | Aeroportul Ramechhap                                |
|         | VVCR      | Aeroportul Internațional Cam Ranh                   |
|         | VNCG      | Aeroportul Bhadrapur                                |
|         | VVTX      | Aeroportul Tho Xuan                                 |
|         | VAUD      | Aeroportul Udaipur                                  |
|         | VABI      | Aeroportul Bilaspur                                 |
|         | VEBS      | Aeroportul Biju Patnaik                             |
|         | VCBI      | Aeroportul Internațional Bandaranaike               |
|         | VECC      | Aeroportul Internațional Netaji Subhas Chandra Bose |
|         | VNDG      | Aeroportul Dang                                     |
|         | VYMS      | Aeroportul Monghsat                                 |
|         | VOKN      | Aeroportul Internațional Kannur                     |
|         | VTSG      | Aeroportul Krabi                                    |
|         | VABJ      | Aeroportul Bhuj                                     |
|         | VNPL      | Aeroportul Phaplu                                   |
|         | VASU      | Aeroportul Surat                                    |
|         | VNBG      | Aeroportul Bajhang                                  |
|         | VOHS      | Aeroportul Internațional Rajiv Gandhi               |
|         | VOGA      | Aeroportul Mopa                                     |
|         | VNLD      | Aeroportul Lamidanda                                |
|         | VLOS      | Aeroportul Oudomsay                                 |
|         | VLXK      | Aeroportul Xieng Khouang                            |
|         | VNJL      | Aeroportul Jumla                                    |
|         | VEKU      | Aeroportul Silchar                                  |
|         | VELR      | Aeroportul Lilabari                                 |
|         | VOCI      | Aeroportul Internațional Cochin                     |
|         | VIKA      | Aeroportul Kanpur                                   |
|         | VOPB      | Aeroportul Internațional Veer Savarkar              |
|         | VGIS      | Aeroportul Ishurdi                                  |
|         | VYNT      | Aeroportul Internațional Nay Pyi Taw                |
|         | VRMT      | Aeroportul Kaadedhdhoo                              |
|         | VEKR      | Aeroportul Kailashahar                              |
|         | VEKM      | Aeroportul Kamalpur                                 |
|         | VIBN      | Aeroportul Lal Bahadur Shastri                      |
|         | VYKP      | Aeroportul Kyaukpyu                                 |
|         | VTSE      | Aeroportul Chumphon                                 |
|         | VRMU      | Aeroportul Dhaalu                                   |
|         | VOPC      | Aeroportul Pondicherry                              |
|         | VOSM      | Aeroportul Salem                                    |
|         | VIAR      | Aeroportul Internațional Sri Guru Ram Dass Jee      |
|         | VEPY      | Aeroportul Pakyong                                  |
|         | VIPT      | Aeroportul Pantnagar                                |
|         | VEPG      | Aeroportul Pasighat                                 |
|         | VYKI      | Aeroportul Khamti                                   |
|         | VEKW      | Aeroportul Khowai                                   |
|         | VRMO      | Aeroportul Kooddoo                                  |
|         | VIKO      | Aeroportul Kota                                     |
|         | VDKT      | Aeroportul Kratié                                   |
|         | VELP      | Aeroportul Lengpui                                  |
|         | VNDL      | Aeroportul Darchula                                 |
|         | VOTK      | Aeroportul Tuticorin                                |
|         | VNJI      | Aeroportul Jiri                                     |
|         | VNLT      | Aeroportul Langtang                                 |
|         | VABP      | Aeroportul Raja Bhoj                                |
|         | VORG      | Aeroportul Ramagundam                               |
|         | VARG      | Aeroportul Ratnagiri                                |
|         | VRCF      | Aeroportul Funadhoo                                 |
|         | VOGB      | Aeroportul Gulbarga                                 |
|         | VEKI      | Aeroportul Kushinagar                               |
|         | VVCS      | Aeroportul Con Dao                                  |
|         | VIJP      | Aeroportul Jaipur                                   |
|         | VOCL      | Aeroportul Internațional Calicut                    |
|         | VTSR      | Aeroportul Ranong                                   |
|         | VTUL      | Aeroportul Loei                                     |
|         | VEGK      | Aeroportul Gorakhpur                                |
|         | VOBL      | Aeroportul Internațional Kempegowda                 |
|         | VABB      | Aeroportul Internațional Chhatrapati Shivaji        |
|         | VOCB      | Aeroportul Coimbatore                               |
|         | VABV      | Aeroportul Bhavnagar                                |
|         | VRMD      | Aeroportul Dharavandhoo                             |
|         | VRMR      | Aeroportul Fuvahmulah                               |
|         | VNRT      | Aeroportul Rumjatar                                 |
|         | VCRI      | Aeroportul Internațional Mattala Rajapaksa          |
|         | VVLT      | Aeroportul Internațional Long Thanh                 |
|         | VOBZ      | Aeroportul Vijayawada                               |
|         | VERK      | Aeroportul Rourkela                                 |
|         | VOWA      | Aeroportul Warangal                                 |
|         | VOJV      | Aeroportul Vidyanagar                               |
|         | VASD      | Aeroportul Shirdi                                   |
|         | VASL      | Aeroportul Solapur                                  |
|         | VEJS      | Aeroportul Sonari                                   |
|         | VETJ      | Aeroportul Tezu                                     |
|         | VRBK      | Aeroportul Kulhudhuffushi                           |
|         | VRMV      | Aeroportul Maamigili                                |
|         | VYMW      | Aeroportul Magway                                   |
|         | VEMH      | Aeroportul Malda                                    |
|         | VNBR      | Aeroportul Bajura                                   |
|         | VLSB      | Aeroportul Sayaboury                                |
|         | VGEG      | Aeroportul Internațional Shah Amanat                |
|         | VEGY      | Aeroportul Internațional Gaya                       |
|         | VRDA      | Aeroportul Internațional Maafaru                    |
|         | VIBK      | Aeroportul Nal                                      |
|         | VDST      | Aeroportul Stung Treng                              |
|         | VVNB      | Aeroportul Internațional Noi Bai                    |
|         | VTSM      | Aeroportul Samui                                    |
|         | VEZO      | Aeroportul Zero                                     |
|         | VQPR      | Aeroportul Paro                                     |
|         | VAAK      | Aeroportul Akola                                    |
|         | VIBT      | Aeroportul Bathinda                                 |
|         | VTSK      | Aeroportul Pattani                                  |